# Fabio Dal Zotto
Fabio Dal Zotto   (Vicenza, 17 de juliol de 1957) és un tirador d'esgrima italià, ja retirat, especialista en floret, que va competir durant les dècades de 1970 i 1980.
El 1976 va prendre part en els Jocs Olímpics d'Estiu de Mont-real, on va disputar tres proves del programa d'esgrima. En la prova del floret individual va guanyar la medalla d'or i en la del floret per equips la de plata, mentre que en la d'espasa per equips quedà eliminat en sèries.
En el seu palmarès també destaquen quatre medalles al Campionat del Món d'esgrima, tres de plata i una de bronze, entre les edicions de 1977 i 1981, i una de bronze a les Universíades de 1977.